# Walterboro
Walterboro – miasto w Stanach Zjednoczonych, w stanie Karolina Południowa, siedziba administracyjna hrabstwa Colleton.